# Mat Robinson
Mat Robinson (ur. 20 czerwca 1986 w Calgary) – kanadyjski hokeista, reprezentant Kanady, dwukrotny olimpijczyk.

## Kariera
- Calgary Northstars Midget AAA (2001-2003)
- Calgary Royals (2003-2005)
- University of Alaska-Anchorage (2005-2009)
- Las Vegas Wranglers (2009)
- Binghamton Senators (2009)
- Elmira Jackals (2009-2010)
- Sparta Sarpsborg (2010-2011)
- Timrå (2011-2013)
- Dinamo Ryga (2013-2014)
- Dinamo Moskwa (2014-2017)
- CSKA Moskwa (2017-2021)
- SKA Sankt Petersburg (2021-)

Wychowanek Calgary Royals. W USA występował w ligach NCAA, ECHL i AHL. W 2010 wyjechał do Europy i przez rok grał w norweskich rozgrywkach GET-ligaen. Od kwietnia 2011 przez dwa sezony występował w szwedzkiej Elitserien. Od maja 2013 zawodnik łotewskiego klubu Dinamo Ryga w KHL. Od maja 2014 zawodnik Dinama Moskwa, związany dwuletnim kontraktem. W lutym 2016 przedłużył umowę o kolejne dwa lata. Od lipca 2017 zawodnik CSKA Moskwa. Wpołowie września 2021 ogłoszono jego zaangażowanie przez SKA Sankt Petersburg.
Uczestniczył w turniejach zimowych igrzysk olimpijskich 2018, 2022.

## Sukcesy
Reprezentacyjne
- Brązowy medal zimowych igrzysk olimpijskich: 2018

Klubowe
- Złoty medal mistrzostw Norwegii: 2011 ze Spartą Sarpsborg
- Puchar Kontynentu: 2019 z CSKA Moskwa
- Puchar Gagarina – mistrzostwo KHL: 2019 z CSKA Moskwa
- Złoty medal mistrzostw Rosji: 2019, 2020 z CSKA Moskwa

Indywidualne
- GET-ligaen (2010/2011):
  - Pierwsze miejsce w klasyfikacji strzelców wśród obrońców sezonie zasadniczym: 14 goli
  - Pierwsze miejsce w klasyfikacji kanadyjskiej wśród obrońców sezonie zasadniczym: 43 punkty
  - Skład gwiazd
- KHL (2013/2014):
  - Nagroda Dżentelmen na Lodzie dla obrońcy (honorująca graczy, którzy łączą sportową doskonałość z nieskazitelnym zachowaniem): 61 meczów, 29 punktów, 10 goli, 29 asyst, +17 punktów i 14 minut kar[8]
- KHL (2015/2016):
  - Najlepszy obrońca miesiąca - wrzesień 2015[9], styczeń 2016[10]
  - Pierwsze miejsce w klasyfikacji +/- w sezonie zasadniczym: +31
  - Pierwsze miejsce w klasyfikacji strzelców wśród obrońców sezonie zasadniczym: 14 goli
  - Trzecie miejsce w klasyfikacji kanadyjskiej wśród obrońców sezonie zasadniczym: 38 punktów
- KHL (2016/2017):
  - Najlepszy obrońca miesiąca - wrzesień 2016[11],
- KHL (2018/2019):
  - Najlepszy obrońca miesiąca - marzec 2019[12], kwiecień 2019[13]
  - Najlepszy obrońca etapu - finał o Puchar Gagarina[14]
  - Pierwsze miejsce w klasyfikacji strzelców wśród obrońców w fazie play-off: 5 goli
  - Trzecie miejsce w klasyfikacji kanadyjskiej wśród obrońców w fazie play-off: 10 punktów
- KHL (2019/2020):
  - Drugie miejsce w klasyfikacji +/- w sezonie zasadniczym: +35
- KHL (2020/2021):
  - Najlepszy obrońca etapu - finały konferencji[15]
  - Czwarte miejsce w klasyfikacji strzelców wśród obrońców w fazie play-off: 3 gole
  - Pierwsze miejsce w klasyfikacji asystentów wśród obrońców w fazie play-off: 7 asyst
  - Drugie miejsce w klasyfikacji kanadyjskiej wśród obrońców w fazie play-off: 10 punktów
  - Złoty Kask (przyznawany sześciu zawodnikom wybranym do składu gwiazd sezonu)